# Zona di sacrificio

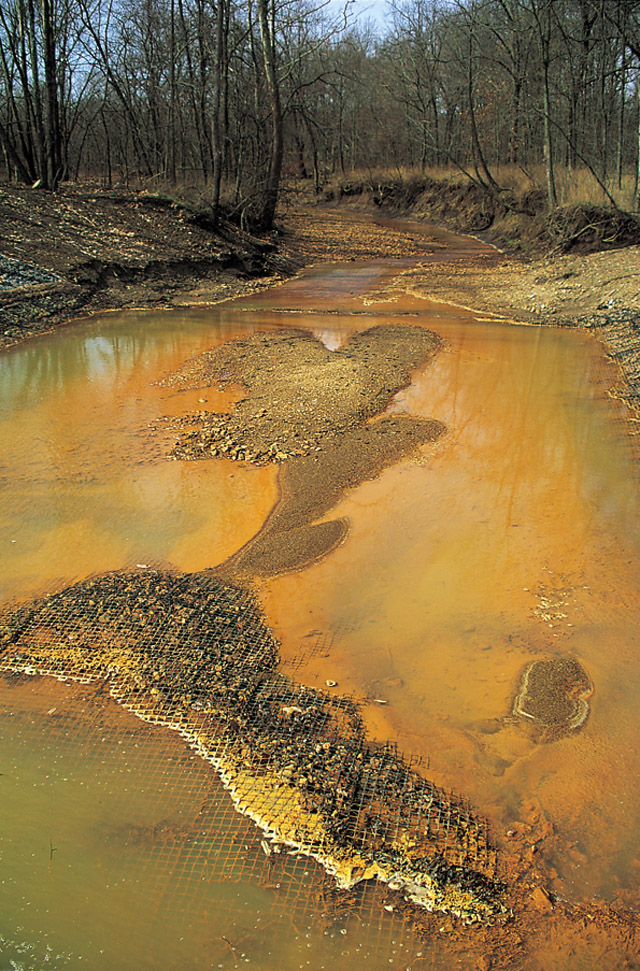
Un'area sacrificale in cui il precipitato di idrossido di ferro derivante dall'estrazione del carbone ha danneggiato un ruscello e l'area circostante

Una zona di sacrificio o zona sacrificale o area sacrificale, talvolta indicata con il termine inglese sacrifice zone, è un'area permanentemente modificata da pesanti alterazioni ambientali e/o da disinvestimenti economici, generalmente contro la volontà delle popolazioni locali.
Commentatori, tra cui Chris Hedges, Joe Sacco e Steve Lerner, sostengono che l'attività industriale tenderebbe per sua natura a creare zone di sacrificio. Un rapporto del 2022 delle Nazioni Unite evidenziò che milioni di persone in tutto il mondo vivono in aree fortemente colpite da inquinamento, in particolare a causa delle attività dell'industria pesante e dell’estrazione mineraria, che possono essere classificate come zone di sacrificio.

## Definizione
Secondo la definizione riportata nella pubblicazione "Sacrifice zones : the front lines of toxic chemical exposure in the United States", realizzata nel 2010 dal MIT, le zone di sacrificio rappresentano un tipo di uso del territorio non voluto dalla popolazione locale (locally unwanted land use) nel quale i residenti vivono nelle immediate vicinanze di industrie o basi militari fortemente inquinate.
Paola Imperatore definisce le zone di sacrificio come "territori su cui vengono sistematicamente scaricate le esternalità negative della produzione capitalista poiché ritenuti sacrificabili in nome del profitto".

## Origine del concetto
L'origine del concetto di zona di sacrificio è oggetto di dibattito. Ryan Juskus sostiene che derivi dal settore zootecnico, in quanto originariamente indicava gli spazi nei quali gli allevatori concentravano gli escrementi del bestiame, per proteggere i restanti pascoli.
In seguito, l'espressione sarebbe stata ripresa dall’American Indian Movement e da alcuni gruppi ambientalisti, portandola dall'ambito tecnico a quello generale.
Invece, secondo Helen Huntington Smith, il termine fu usato per la prima volta negli anni '70, nell'ambito della discussione sugli effetti a lungo termine dell'estrazione mineraria del carbone negli Stati Uniti Occidentali. In particolare, tale termine fu introdotto per la prima volta nel report del 1973, redatto del comitato di studio dell'Accademia nazionale delle scienze e dell'Accademia nazionale di ingegneria sulla bonifica dei terreni nei quali insisteva l'attività estrattiva del carbone. In tale documento veniva suggerita la possibilità di dichiarare come "zone di sacrificio nazionali" alcune aree difficilmente bonificabili, al fine di concentrare gli sforzi in zone dove il ripristino ambientale avrebbe avuto maggior probabilità di successo.

Allo stesso modo, nel 1975, Genevieve Atwood scrisse su Scientific American:
"L'estrazione mineraria senza bonifica sottrae per sempre la terra all'uso produttivo; tale terreno può essere meglio classificato come "zona di sacrificio nazionale".

Sull'utilizzo di tale termine, Huntington Smith scrisse nel 1975: 
"Il gruppo che ha pubblicato il cauto e accademico rapporto della National Academy of Sciences ha inconsapevolmente lanciato una bomba verbale. [...] Queste parole sono esplose da un giorno all'altro sulla stampa occidentale. Colte da un popolo che si sentiva trattato da "vittima sacrificale nazionale", sono diventate una parola d'ordine e un grido di battaglia".
Il termine scatenò un dibattito pubblico, al quale presero parte ambientalisti e politici, tra i quali il futuro governatore del Colorado, Richard Lamm.
Il termine continuò ad essere utilizzato nel contesto dell'estrazione a cielo aperto almeno fino al 1999.

## Uso del termine

### Cile
Il concetto di zona di sacrificio è comparso nel dibattito politico cileno nel 2011, in riferimento al porto di Quintero e all'adiacente città di Puchuncaví, dove si concentrano 15 aziende ad elevato impatto ambientale, a seguito di una fuoriuscita di sostanze chimiche inquinanti avvenuta quell'anno.

### Italia
In Italia il concetto di zona di sacrificio è stato impiegato nel 2022 nel dibattito sull'inquinamento a Taranto.
Inoltre, secondo il movimento No Cav, anche le Alpi Apuane sono diventate una zona di sacrificio.

### Stati Uniti
L'Agenzia per la protezione dell'ambiente (EPA) affermò in un rapporto del 2004 che "nessuna comunità, ricca o povera, bianca o nera, dovrebbe diventare una zona di sacrificio."
Alcuni commentatori, tra cui Chris Hedges, Joe Sacco, Robert Bullard e Stephen Lerner, sostengono che per le comunità a basso reddito e minoritarie, come ad esempio quelle a maggioranza afroamericana, hanno maggior probabilità di vivere in zone di sacrificio.
Le zone di sacrificio sono un argomento centrale nella graphic novel Days of Destruction, Days of Revolt, scritta da Hedges e illustrata da Sacco.
Nel 2012, Hedges citò come esempi di zone di sacrificio Pine Ridge, South Dakota e Camden, New Jersey.
Nel 2014, Naomi Klein scrisse che "gestire un'economia basata su fonti energetiche che rilasciano veleni come parte inevitabile della loro estrazione e raffinazione ha da sempre richiesto zone di sacrificio".
Il termine è stato utilizzato anche nel contesto dell'esplorazione spaziale. Julie Michelle Klinger ad esempio ha affermato che "la geopolitica ambientale della Terra e dello spazio è inestricabilmente legata dalla politica spaziale di privilegio e sacrificio - tra persone, luoghi e istituzioni". Oliver Dunnett, vedendo la conquista dello spazio in ottica colonialista ed estrattivista, lo definì come “zona di sacrificio finale”.

### Nazioni Unite
Nel 2022 l'ONU ha messo in guardia sul fatto che il crescente inquinamento e i cambiamenti climatici stiano rendendo l'intero pianeta una zona di sacrificio.